# Richard Kuhn
Richard Kuhn (Bécs, 1900. december 3. – Heidelberg, Németország, 1967. augusztus 1.) osztrák-német biokémikus, a karotinoidok és a vitaminok vizsgálatáért 1938-ban kémiai Nobel-díjat kapott.

## Életrajza
Bécsben járt gimnáziumba. 1910 és 1918 között iskolatársa volt Wolfgang Pauli, aki 1945-ben megkapta a fizikai Nobel-díjat. 1918-tól a Bécsi Egyetem hallgatója, ahol kémiát tanul. Tanulmányait 1922-ben az enzimek vizsgálatával a Müncheni Egyetemen doktorátusi cím elnyerésével fejezte be. Vizsgálatait Richard Willstätter irányítása mellett végezte. 1926–1929 között Zürichi Műszaki Egyetem tanára, majd a Heidelbergi Egyetem professzora, a kutatóintézet igazgatója.

## Kutatási területei
Vagy 300 növényi pigmentet tanulmányozott és a kromatográfia módszerét alkalmazta a természetes anyagok elválasztására. Meghatározta a B2-vitamin szerkezetét és megvalósította a szintézisét. Izolálta a K1-vitamint és szintetikus úton A- és B6-vitamint állított elő. Fontos szerepe volt a biokémiai genetika kialakulásában.

## Írásai
1948-ban szerkesztette a Justus Liebigs Annalen der Chemie (Liebigs Annalen) az egyik legrégebbi és történelmileg legjelentősebb folyóiratot a kémiai szakterületén.

## Szakmai sikerek
1938-ban kémiai Nobel-díjjal tüntették ki. A Harmadik Birodalom vezetői nem engedték, hogy a díjat átvegye, így az okmányt és az aranyérmet végül a második világháború után kapta meg.